# Hiles (hrabstwo Wood)
Hiles – miasto w Stanach Zjednoczonych, w stanie Wisconsin, w hrabstwie Wood.